# Vissarion Belinski

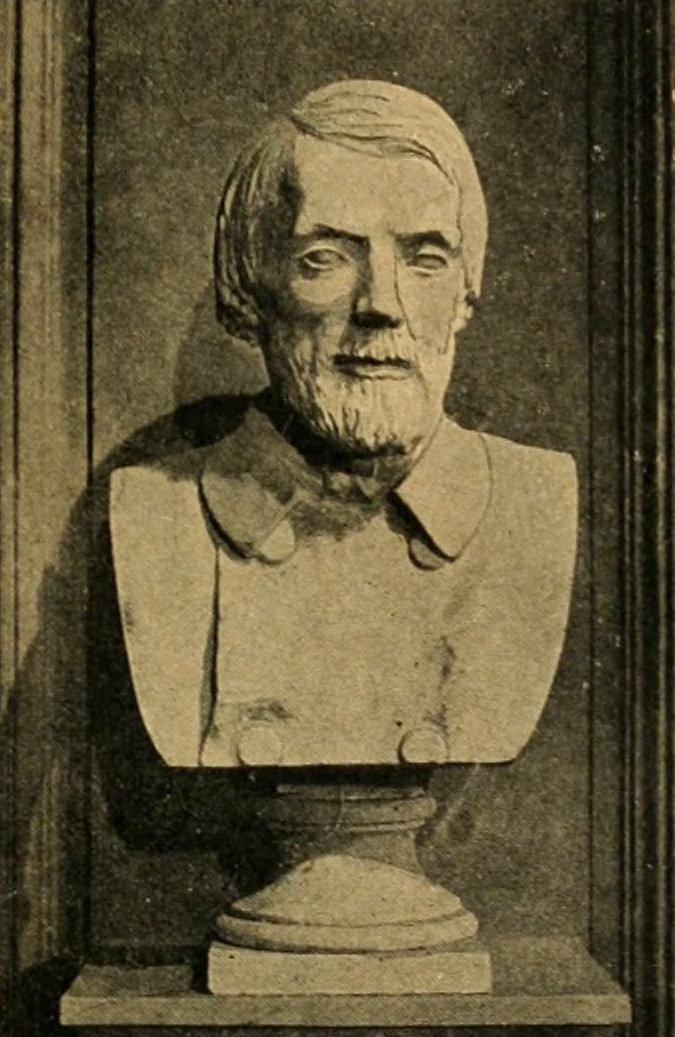
Bust de Belinski

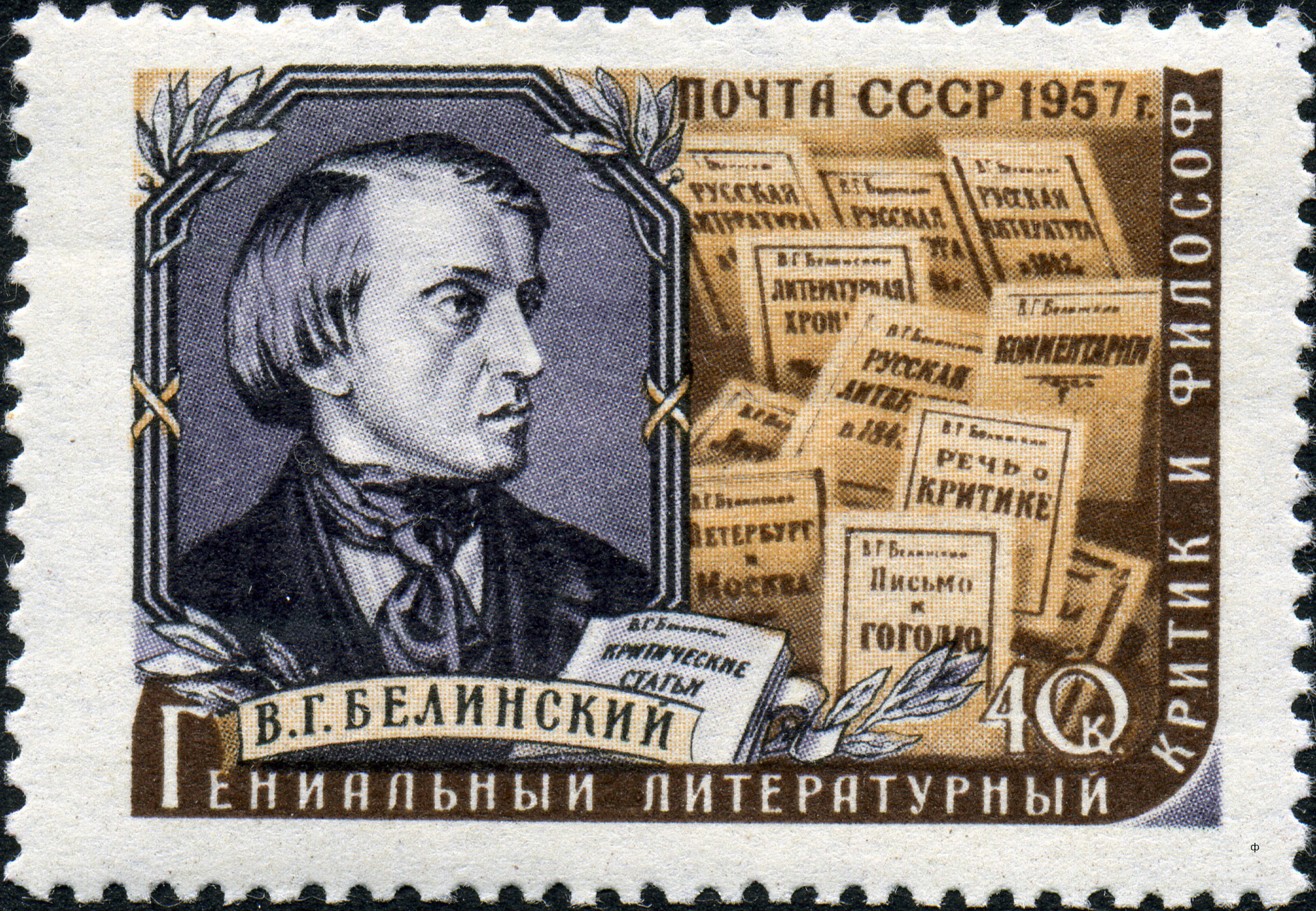
Un segell de l'URSS del 1957 dedicat a Vissarion Belinski.

Vissarion Grigórievitx Belinski (rus: Виссарио́н Григо́рьевич Бели́нский; 30 de maig (calendari julià) / 11 de juny (calendari gregorià) de 1811 – 26 de maig (calendari julià) / 7 de juny (calendari gregorià) de 1848) va ser un crític literari, periodista, lingüista i filòsof rus de tendència occidentalitzant. Fou col·laborador d'Aleksandr Herzen, Mikhaïl Bakunin (que alhora va festejar una de les seves germanes), i altres intel·lectuals crítics. Belinski va jugar també un paper clau en la carrera de poeta i editor Nikolai Nekràssov i la seva popular revista El Contemporani.

## Biografia
Vissarion Belinski va néixer a Sveaborg, Hèlsinki i visqué a la ciutat de Txembar (ara Belinski, al districte de Belinski de l'óblast de Penza) i a Penza, on va estudiar al gymnasium (1825-1829). Entre 1829-1832 fou estudiant de la Universitat de Moscou. A Moscou, va publicar els seus primers articles famosos.
En 1839 Vissarion Belinski se n'anà a Sant Petersburg, Rússia, on va ser un crític respectat i editor de dues importants revistes literàries: Otétxestvennie zapiski (Anals de la Pàtria), i Sovreménnik (El Contemporani). En ambdues revistes Belinski va treballar amb el jove Nikolai Nekràssov.
Era diferent a la majoria dels altres intel·lectuals russos de la dècada de 1830 i 1840. Fill d'un metge rural, que no era un ric aristòcrata, el fet que Belinski fos relativament desfavorit significava, entre altres efectes, que era sobretot autodidacta, a diferència d'Aleksandr Herzen o Mikhaïl Bakunin. La causa d'això fou en part la seva expulsió de la Universitat de Moscou per la seva activitat política. Però va ser menys per la seva habilitat filosòfica que Belinski va ser admirat i més pel seu compromís emocional i fervor. "Per a mi, pensar, sentir, entendre i patir són una i la mateixa cosa", li agradava dir. Això era, per descomptat, fidel a l'ideal romàntic, a la creença que la veritable comprensió no ve només de la simple reflexió (raó), sinó també de percepció intuïtiva. Aquesta combinació de pensar i de sentir envaí la vida de Belinski.
Ideològicament, Belinski compartí, tanmateix amb una excepcional passió moral i intel·lectual, el valor central de bona part de la intelligentsia occidentalitzant: la noció del jo individual, una persona (lítxnost; личность) que fa la gent humana i els dona dignitat i drets. Amb aquesta idea a la mà (a la qual havia arribat a través d'una complexa lluita intel·lectual), es va enfrontar al món que l'envoltava armat per a la batalla. Va prendre gran part del pensament filosòfic convencional entre els russos cultes, incloent la seca i abstracta manera de filosofar dels idealistes alemanys i els seus seguidors russos. En les seves paraules: "Què m'importa a mi que l'universal existeixi quan la personalitat individual [lítxnost] és el sofriment". O bé: "El destí de l'individu, de la persona, és més important que el destí de tot el món". També en aquest principi, Belinski bastí una extensa crítica del món que l'envolta (especialment el rus). Va criticar severament l'autocràcia i la servitud (com "trepitjar tot allò que pugui ser remotament humà i noble"), i també la pobresa, la prostitució, l'alcoholisme, la fredor burocràtica i la crueltat cap als menys poderosos (incloses les dones).
Belinski va treballar la major part de la seva curta vida com a crític literari. Els seus escrits sobre literatura eren inseparables d'aquests judicis morals. Belinski creia que l'únic reialme de la llibertat en el regnat repressiu de Nicolau I s'assolia a través de la paraula escrita. El fet que Belinski requerís més d'una obra de la literatura era "veritat". Això significava no només un retrat de sondeig de la vida real (que odiava les obres de mera fantasia o escapament i l'esteticisme), sinó també el compromís amb les idees de la "veritable" correcta postura moral (sobretot això va significar una preocupació per la dignitat de les persones individuals). Com li va dir a Nikolai Gógol (en una famosa carta) el públic "està sempre disposat a perdonar un escriptor d'un llibre dolent [és a dir, estèticament dolent], però mai un que sigui perniciós [ideològica i moralment dolent]". Belinski veia el recent llibre de Gógol La correspondència amb amics com a perniciós, ja que renunciava a la necessitat de "despertar en la gent un sentit de la seva dignitat humana, trepitjada, enfangada i embrutida durant tants segles".
Dostoievski va llegir en veu alta en diversos esdeveniments públics una carta de Belinski que advoca per la fi de la servitud i es va muntar una impremta secreta per imprimir i distribuir la carta de Belinski. Per aquests delictes Dostoievski va ser arrestat, declarat culpable i condemnat a mort el 1849, una sentència commutada a 4 anys d'empresonament als camps de presoners de Sibèria.
En el seu paper com potser el crític liberal més influent i ideòleg de la seva època, Belinski defensà la literatura que era socialment conscient. Va elogiar la primera novel·la de Fiódor Dostoievski Pobra gent (1845). Tanmateix, Dostoievski poc després va trencar amb Belinski.
Inspirat per aquestes idees, que el van portar a pensar en canvis radicals en l'organització de la societat, Belinski va començar a anomenar-se a si mateix socialista a partir de 1841.
Entre els seus últims grans esforços cal assenyalar el seu moviment per unir Nikolai Nekràssov a la popular revista El Contemporani (també coneguda com a Sovreménnik), on els dos crítics van establir el nou centre literari de Sant Petersburg i Rússia. En aquest moment Belinski va publicar la seva Revista literària per a l'any 1847.
El 1848, poc abans de morir, Belinski va concedir plens drets a Nikolai Nekràssov i la seva revista, El Contemporani (Sovreménnik), per a la publicació de diversos articles i altre material originalment planejat per a un almanac, que s'anomenaria Leviatan.
Belinski va morir de tuberculosi en la vigília del seu arrest per la policia tsarista a causa de les seves opinions polítiques. El 1910, Rússia va celebrar el centenari del seu naixement amb entusiasme i agraïment. Les seves obres, en dotze volums, es van publicar per primera vegada entre 1859-1862. Després de l'expiració dels drets d'autor el 1898, van aparèixer diverses edicions noves. La millor d'elles és de S.A. Venguérov, que se subministra amb notes profuses.
Belinski fou un partidari de bon principi de l'obra d'Ivan Turguénev. Els dos es van fer amics íntims i Turguénev recorda amb afecte Belinski en el seu llibre Reminiscències literàries i fragments autobiogràfics. L'escriptor britànic Isaiah Berlin té un capítol sobre Belinski en el seu llibre de 1978 Russian Thinkers (Pensadors russos). Aquí s'assenyalen algunes deficiències de la visió crítica de Belinski:
Era profundament irregular, i tot el seu entusiasme i la seriositat i la integritat no es compensen per lapses de visió o poder intel·lectual. Va declarar que Dante no era un poeta: que Fenimore Cooper era l'igual de Shakespeare: que Otel era el producte d'una època bàrbara...
Però més endavant en el mateix assaig, Berlin remarca:
Atès que era naturalment sensible a tot el que estava vivint i genuí, va transformar el concepte de crítica al seu país natal. L'efecte durador del seu treball es va manifestar en l'alteració i la modificació crucial i irremeiable de la perspectiva moral i social dels escriptors més joves, més destacats i dels pensadors del seu temps. Va alterar la qualitat i el to tant de l'experiència com de l'expressió de bona part del pensament rus, i sentia que el seu paper com a influència social dominant eclipsava els seus èxits com a crític literari.
El llibre de Berlin va presentar Belinski al dramaturg Tom Stoppard, que inclogué Belinski com un dels personatges principals (juntament amb Aleksandr Herzen, Mikhaïl Bakunin i Ivan Turguénev) en la seva trilogia d'obres de teatre sobre els escriptors i activistes russos: La costa de la utopia (2002).